# خورخي أر. اكوستا
خورخي أر. اكوستا (بالإنجليزية: Jorge R. Acosta)، عالم أثار مكسيكي، عمل في عدة مواقع أثارية مهمة في وسط أمريكا، ومن ضمنها تشيتشن إيتزا، تيوتيهواكان، ولاية واهاكا، بالينكي، مونتي ألبان، و تولا. أثبتت تنقيباته في تولا بأن الحطام يعود لمدينة تولان، عاصمة دولة تولتك. 